# Closterocerus chamaeleon
Closterocerus chamaeleon is een vliesvleugelig insect uit de familie Eulophidae. De wetenschappelijke naam is voor het eerst geldig gepubliceerd in 1922 door Alexandre Arsène Girault.
De soort komt in Australië wijdverbreid voor en parasiteert op galwespen, met name op Ophelimus maskelli. De typelocatie is Gordonvale in noordelijk Queensland maar de soort wordt ook in New South Wales, Victoria en West-Australië aangetroffen. In een studie in Australië werd het insect op gallen van een aantal Eucalyptus soorten gekweekt (E. camaldulensis, E. teretricornis, E. amplifolia, E. cloziana en Eucalyptus rudis) In veel gevallen betrof dat waarschijnlijk gallen van O. maskelli, maar het kan zijn dat er andere wespen die kleine gallen produceren bij betrokken waren. C. chamaeleon is zelf een vrij kleine wesp. De gemiddelde lengte bedroeg 1,03 ±0,12 mm. Vijf stappen in de ontwikkeling van de wesp werden waargenomen: 2e instar-larve, 3e instar-larwe, pre-pop, pop en volwassen. De hele ontwikkeling duurt 21,4 ± 0,5 dagen. In de twee eerste stadia is het een solitaire ectoparasitoïde. De gastheer O. maskelli  wordt pas aangetast 46-62 dagen na het leggen van diens eieren tot 82-85 dagen nadien.
C. chamaeleon is in Israël uitgezet ter bescherming van de eucalyptus-aanplant die veel te lijden heeft van O. maskelli. Hoewel er positieve resultaten bereikt zijn is het niet waarschijnlijk dat uitzet van deze ene parasitoïde voldoende zal zijn om het probleem te verhelpen. De parasitoïde wesp is ook aangetroffen in Bogotá, Colombia, op gallen van Eucalyptus globulus die daar om ornamentele redenen aangeplant is. De gastheergalwesp aldaar is ook een Ophelimus soort, maar waarschijnlijk een andere soort dan O. maskelli.